# Le Tilleul
Le Tilleul – miejscowość i gmina we Francji, w regionie Normandia, w departamencie Sekwana Nadmorska.
Według danych na rok 1990 gminę zamieszkiwały 564 osoby, a gęstość zaludnienia wynosiła 90 osób/km² (wśród 1421 gmin Górnej Normandii Le Tilleul plasuje się na 414. miejscu pod względem liczby ludności, natomiast pod względem powierzchni na miejscu 588.).